# Denzel Livingston
Denzel Livingston (Houston, 18 aprile 1993) è un cestista statunitense, professionista in NBDL e in Europa.